# Conde de Assumar

Armas dos Condes de Assumar, família Almeida Portugal, combinando as Armas dos Portugais (Condes de Vimioso) e as dos Almeidas (Condes de Abrantes).

Conde de Assumar foi um título criado pelo então príncipe regente D. Pedro, em nome do rei D. Afonso VI (então preso no Palácio da Vila em Sintra), por carta de 11 de Abril de 1677, a favor de D. Pedro de Almeida.
Quando o novo título de 1.º Marquês de Alorna foi outorgado a D. Pedro Miguel de Almeida Portugal e Vasconcelos, 3.º Conde de Assumar, este título passou a ser usado pelos herdeiros do Marquês.
Este condado substituiu idêntico título criado por Filipe IV de Espanha, por carta de 30 de Março de 1630, a favor de D. Francisco de Melo (que optou por permanecer em Castela após a restauração da independência portuguesa). Era filho de D. Constantino de Bragança, da casa do duque de Cadaval, (atenção que em outro se livro diz "ramo da casa d Ferreira"), e de sua mulher D. Brites de Castro;  do seu conselho de Estado, foi feito depois Marquês de Vellisca, em Espanha. O título foi dado por carta passada em Madrid em 30 de Março de 1636, com o senhorio da vila de Assumar, perto de Portalegre. D. Francisco, mais tarde, tendo já o tratamento de parente de El-Rei foi, pelo alvará de 22 de Março de 1638, mandado continuar com o assentamento de conde-parente.

## Lista dos Condes de Assumar - primeira criação
1. Francisco de Melo (1597-1651), 1.º marquês de Vellisca em Espanha
2. Gaspar Constantino de Melo, 2.º marquês de Vellisca em Espanha

## Lista dos Condes de Assumar - segunda criação
1. Pedro de Almeida Portugal (1630–1679)
2. João de Almeida Portugal (26 de Janeiro de 1663–26 de Dezembro de 1733)
3. Pedro Miguel de Almeida Portugal e Vasconcelos (17 de Outubro de 1688–1756), 1.º Marquês de Alorna
4. João de Almeida Portugal (1726–1802), 2.º Marquês de Alorna
5. Pedro José de Almeida Portugal (1754–1813), 3.º Marquês de Alorna
6. João de Almeida Portugal (1786–1805)
7. Miguel de Almeida Portugal (1787–1806)
8. Leonor de Almeida Portugal (1750–1839), 4.ª Marquesa de Alorna
9. Leonor Benedita Maria de Oyenhausen de Almeida, Condessa de Oyenhausen-Gravenburg, 5.ª Marquesa de Alorna

Para o resto da sucessão ver Marquês de Alorna.

## Nome de Família
O apelido dos Condes de Assumar era Almeida Portugal, dado que o 1.º Conde, D. Pedro de Almeida, descendia por seu avô paterno dos Almeida (Condes de Abrantes) e por sua avó paterna dos Portugal (Condes de Vimioso).